# آنا مانیانی
آنا مانیانی (به ایتالیایی: Anna Maria Magnani) (زاده ۷ مارس ۱۹۰۸ – درگذشته ۲۶ سپتامبر ۱۹۷۳) بازیگر سینما و تئاتر ایتالیایی بود.

## افتخارات
مانیانی به‌خاطر ایفای نقش یک بیوه سیسیلی در فیلم خالکوبی رز در سال ۱۹۵۵ برنده جایزه اسکار بهترین بازیگر نقش اول زن شد.
از دیگر جوایز بین‌المللی او می‌توان به جایزه بهترین بازیگر زن اصلی بفتا، جایزه گلدن گلوب بهترین بازیگر زن فیلم درام، جایزه انجمن ملی نقد برای بهترین بازیگر زن، جایزه انجمن منتقدان فیلم نیویورک برای بهترین بازیگر زن و خرس نقره‌ای برای بهترین بازیگر زن اشاره کرد.

## گزیده فیلم‌شناسی
- زن نابینای سورنتو (۱۹۳۴)

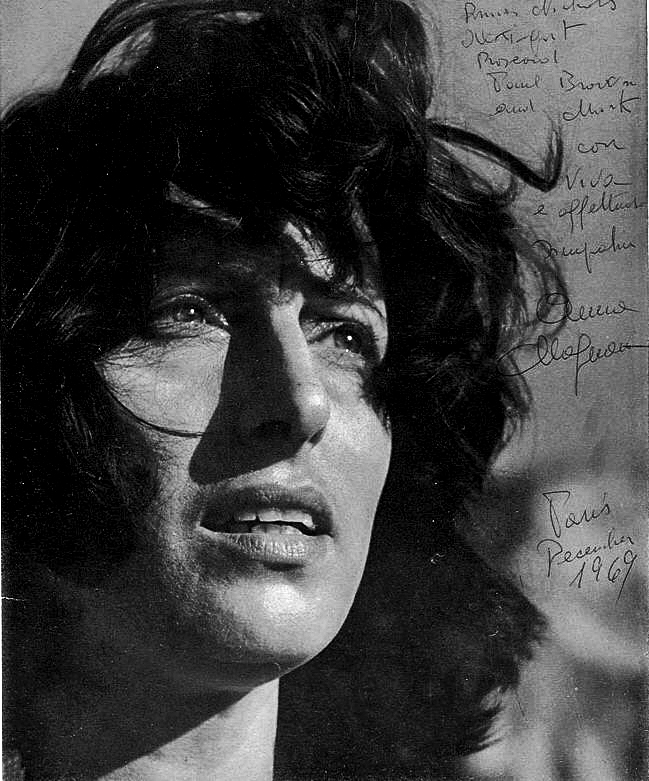

- سواره‌نظام (فیلم ۱۹۳۶ ایتالیا) (1936)
- ترزا ونه‌ردی (۱۹۴۱)
- رم شهر بی‌دفاع (۱۹۴۵)
- تمام رم در برابر او لرزید (۱۹۴۶)
- راهزن (۱۹۴۶)
- آنجلینای محترم (۱۹۴۷)
- عشق (۱۹۴۸)
- آتشفشان (۱۹۵۰)
- بلیسیما (۱۹۵۱)
- کالسکه طلایی (۱۹۵۲)
- ما زن‌ها (فصل «آنا مانیانی»؛ ۱۹۵۳)
- خال گل سرخ (فیلم) (۱۹۵۵)
- خواهر لتیسیا (۱۹۵۶)
- باد وحشی است (۱۹۵۷)
- همیشه در فرار (۱۹۶۰)
- ماما روما (۱۹۶۲)
- گنجینه ژوزفا (۱۹۶۳)
- ساخت ایتالیا (۱۹۶۵)
- راز سانتا ویتوریا (۱۹۶۹)
- ۱۸۷۰ (فیلم) (1971)
- رم (۱۹۷۲)